# Tavastehus, Viborgs och Nyslotts läns tremänningsinfanteriregemente
Tavastehus, Viborgs och Nyslotts läns tremänningsinfanteriregemente var ett svenskt infanteriregemente.
Regementet uppsattes år 1700 som ett tillfälligt förband under det Stora nordiska kriget att verka i Östersjöprovinserna. Efter att deltagit i Narvas försvar 1704 föll regementet i rysk fångenskap. Det återuppsattes ej.

## Förbandschefer
- 1700–1704: Jürgen Johan Lode